# Pimelea oreophila
Pimelea oreophila är en tibastväxtart. Pimelea oreophila ingår i släktet Pimelea och familjen tibastväxter.

## Underarter
Arten delas in i följande underarter:
- P. o. ephaistica
- P. o. hetera
- P. o. lepta
- P. o. oreophila